# Witold Wincenty Lisowski

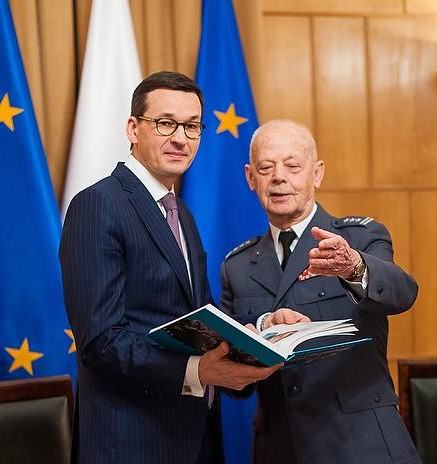
Mateusz Morawiecki i Witold Lisowski (2018)

Witold Wincenty Lisowski (ur. 2 października 1932 w Warszawie) – pułkownik Wojska Polskiego, uczestnik powstania warszawskiego, historyk, doktor habilitowany, autor wystaw oraz publikacji z zakresu historii, dyrektor Muzeum Wojska Polskiego w latach 1984–1989.

## Życiorys
Do 1939 roku mieszkał w Henrykowie z matką Zofią Lisowską z domu Jędrysiak, ojcem Józefem i dwoma braćmi, Janem i Wiesławem. W maju 1943 roku wstąpił do drużyny Szarych Szeregów im. Romualda Traugutta. Pod pseudonimem „Prosty” i „Lis” brał udział w służbie pomocniczej w powstaniu warszawskim. W 1945 roku został „synem pułku”, a po zakończeniu II wojny światowej skierowano go do Kompanii Małoletnich Żołnierzy, gdzie skończył gimnazjum. W 1948 roku Kompania została wcielona do warszawskiego Korpusu Kadetów im. gen. K. Świerczewskiego. Wydalono go wtedy z powodu przynależności do Szarych Szeregów. Dzięki wstawiennictwu ówczesnego wiceministra komunikacji Symeona Surgiewicza został przywrócony do służby wojskowej i skierowany do szkoły oficerskiej w Łodzi, którą skończył w 1950 roku w stopniu podporucznika. W latach 1950–1956 został skierowany do Batalionów Roboczych Ludowego Wojska Polskiego jako dowódca kompanii. W 1956 roku powrócił do czynnej służby, podejmując też naukę w systemie wieczorowym w XVI Liceum Ogólnokształcącym im. Stefanii Sempołowskiej, w którym w 1957 roku uzyskał świadectwo dojrzałości.
W latach 1958–1963 studiował na Wydziale Pedagogicznym Wojskowej Akademii Politycznej w Warszawie, w której pod kierunkiem profesora Tadeusza Pasierbińskiego (1901–1968) uzyskał dyplom magistra pedagogiki i kontynuował studia doktoranckie. Jako oficer Wojsk Obrony Powietrznej Kraju studiował również w systemie stacjonarnym na Wydziale Lotniczym w Akademii Sztabu Generalnego Wojska Polskiego, a następnie w latach 1973–1974 odbył tamże zaoczne studia podyplomowe z zakresu organizacji dowodzenia szczebla operacyjnego. W latach 1968–1984 piastował wiele stanowisk w Centrum Szkolenia Wojsk Obrony Powietrznej Kraju i Centrum Kształcenia Podyplomowego Wojskowej Akademii Medycznej. W 1975 roku uzyskał stopień doktora nauk humanistycznych za pracę „System kształcenia i wychowania w polskich Korpusach Kadetów (1918–1939)”. W 1979 roku otrzymał stopień naukowy doktora habilitowanego za pracę „System kształcenia i wychowania w polskich Korpusach Kadetów 1765–1956”. Opiekunem naukowym przewodu habilitacyjnego był profesor Józef Miąso. W latach 1975–1985 pod kierunkiem profesora Sylwestra Czaplickiego i profesora Dymitra Aleksandrowa wykładał historię medycyny słuchaczom i kadrze w Centrum Kształcenia Podyplomowego Wojskowej Akademii Medycznej oraz na Akademii Medycznej w Warszawie. W latach 1984–1989 był dyrektorem Muzeum Wojska Polskiego. W 1990 r. pracował w Wojskowym Instytucie Historycznym.
W latach 1991–1995 był w dyspozycji Ministra Obrony Narodowej. W 1989 r. wraz z profesorem Aleksandrem Gieysztorem powołał do życia Fundację Grobu Nieznanego Żołnierza. W 1994 roku nagrodzony został, wraz z matką, tytułem i medalem Sprawiedliwy wśród Narodów Świata za ukrywanie Józefa Inwentarza, urodzonego w 1930 r. syna sąsiadów. Mieszka w Warszawie.
Opublikował ponad 700 artykułów poświęconych m.in.: zasłużonym Polakom, historii polskich powstań i symboli narodowych, historii polskich szkół kadetów, historii medycyny i Polonii Amerykańskiej. Publikował w pismach historyczno-lekarskich oraz wojskowych, m.in. w: „Materia Medica Polona : the Polish Journal of Medicine and Pharmacy”, „Przegląd Historyczno-Wojskowy” „Polska Zbrojna”, „Lekarz Wojskowy”, „Skalpel”, „Młody Medyk”, „Żołnierz Polski”, „Polsce Wierni”.

## Publikacje
- Wierność narodowym symbolom (1972)[4]
- Ludzie zasługi niepospolitej (1983)[5]
- Sercu bliskie (1983)[6]
- Polskie Korpusy Kadetów 1765–1956 (1983)[7]
- Wojciech Kętrzyński (1838–1918) (1985)[8]
- Tadeusz Kościuszko (1746–1817) (1988)[9]
- Żołnierz Nieznany (1993)[10]
- Polskie symbole narodowe (1995)[11]
- Panteon Pamięci Narodowej: historia Grobu Nieznanego Żołnierza (2006)[12]
- Polska służba zdrowia w powstaniach narodowych (1794–1944) T. I[13] i T. II (2006)[14]
- Prekursorzy medycyny polskiej T. I i T. II (2008)[15]
- Wiersze: Korzenie (2011)[16]
- Wiersze: Ojcowizna (2015)[17]
- Gdy otworzyliśmy drzwi : spotkania młodzieży ze Sprawiedliwymi wśród Narodów Świata (2015)[18]

## Wybrane zorganizowane wystawy
- Polskie Korpusy Kadetów – Rembertów 1986
- Historia 2 Dywizji Strzelców Pieszych – wystawa ukazująca dzieje internowanej dywizji polskiej w Szwajcarii; Zurych, Berno, Genewa, Huttwil (1987)
- Wystawa krajowa w Zachęcie „Narodowi w Darze” Warszawa 1988
- Światowa wystawa w Nowym Jorku z okazji 50. rocznicy wybuchu II wojny światowej „POLAND INVADED" Nowy Jork 1989–1990[19]
- Liczne wystawy krajowe i zagraniczne w latach 1984–1989 w ramach pracy w Muzeum Wojska Polskiego

## Działalność społeczna
- Organizator i prezes Fundacji Grobu Nieznanego Żołnierza (od 1989)
- Członek Rady Naukowej Centrum Kształcenia Podyplomowego Wojskowej Akademii Medycznej (1974–1984)
- Członek Senatu Wojskowej Akademii Medycznej (1974–1984)
- Organizator i wiceprezes Stowarzyszenia Miłośników Tradycji Mazurka Dąbrowskiego (od 1988)
- Członek Komisji Historycznej Światowego Związku Żołnierzy Armii Krajowej (2008–2012)
- Członek Stowarzyszenia Szarych Szeregów – aktualnie
- Członek Korpusu Weteranów walk o Niepodległość Rzeczypospolitej Polskiej – aktualnie
- Członek Polskiego Towarzystwa Sprawiedliwych Wśród Narodów Świata (od 1994)
- Przewodniczący ogólnopolskich konkursów wiedzy historycznej dla młodzieży na tematy: "Sprawiedliwy Wśród Narodów Świata" (2014–2015) i „Bohaterowie są wśród nas” (2018–2019)
- Współorganizator 16 edycji Ogólnowarszawskiego Międzyszkolnego Konkursu Wiedzy o Historii Grobu Nieznanego Żołnierza (2003–2019)
- Przewodniczący Komisji Historycznej Związku Kombatantów RP i Byłych Więźniów Politycznych (od 2019)

## Wybrane odznaczenia i lata przyznania
- Srebrny Krzyż Zasługi (1958)
- Zasłużony dla Warmii i Mazur (1966)
- Złoty Krzyż Zasługi (1968)
- Krzyż Kawalerski Orderu Polonia Restituta (1973)
- Zasłużony dla Warszawy (1976)
- Medal Komisji Edukacji Narodowej (1976)
- Krzyż Zasługi dla ZHP z Rozetą i Mieczami (1989)[1]
- Medal Sprawiedliwy Wśród Narodów Świata (1994)[20]
- Krzyż Komandorski Orderu Świętego Stanisława (1995)
- Krzyż Armii Krajowej (1995)[1]
- Krzyż Partyzancki (1995)
- Warszawski Krzyż Powstańczy (1995)[1]
- Medal za Warszawę 1939–1945 (1995)[1]
- Krzyż Oficerski Orderu Polonia Restituta (1997)
- Medal "Pro Memoria" (2005)
- Zasłużony dla Kultury Polskiej (2009)
- Krzyż Komandorski Orderu Polonia Restituta (2013)[21]
- Krzyż Wielki Orderu Świętego Stanisława (2015)